# 41-й отдельный танковый батальон
41-й отдельный танковый батальон — воинская часть РККА ВС СССР в Великой Отечественной войне

## История
Батальон сформирован в конце июня 1941 года в составе Северо-Западного фронта.
В действующей армии с 31 июля 1941 года по 12 сентября 1941 года.
Принимал участие в контрударе под Старой Руссой, очевидно что в ходе боёв был уничтожен.
12 сентября 1941 года расформирован.

## Подчинение
| Дата            | Фронт (округ)         | Армия      | Корпус | Дивизия | Примечания |
| --------------- | --------------------- | ---------- | ------ | ------- | ---------- |
| 01.08.1941 года | Северо-Западный фронт | 11-я армия | -      | -       | -          |
| 01.09.1941 года | -                     | -          | -      | -       | нет данных |